# Божић са Кренковима
Божић са Кренковима (енгл. Christmas with the Kranks) америчка је божићна филмска комедија из 2004. године. Режију потписује Џо Рот, а сценарио Џо Рот, по роману Пропустити Божић Џона Гришама. Главне улоге тумаче Тим Ален и Џејми Ли Кертис. Говори о пару који је одлучио да прескочи Божић годину дана откако је њихова ћерка одсутна, на велику жалост својих комшија, све док њихова ћерка не одлучи да се врати кући у последњем тренутку.
Приказан је 24. новембра 2004. године у Сједињеним Америчким Државама. Добио је позитивне рецензије критичара и остварио комерцијални успех, зарадивши више од 96 милиона долара у односу на буџет од 60 милиона долара.

## Радња
Будући да им је ћерка Блер у Перуу с Мировним снагама, Лутер и Нора Кренк одлуче заборавити на украшавање, воћне колаче и божићне прославе, те уместо тога одлуче отићи на крстарење Карибима. Међутим, њихове комшије остају затечене, поготово дежурни душебрижник Вик Фромајер.
Да ствари буду горе, Лутер одбија поставити светлећег снешка белића Фростија на свој кров, а он је заштитни знак њихове улице због којег је победила на многим такмичењима. Како се сукоб између Кренкових и њихових комшија захуктава претећи нарушавању склада у комшилуку, Лутер и Нора примају Блерин позив. Ипак долази кући за Божић. Сада Кренкови имају мање од 24 сата да себе и све остале породице у улици Хемлок доведу у прикладно божићно расположење.

## Улоге
| Глумац                | Улога             |
| --------------------- | ----------------- |
| Тим Ален              | Лутер Кренк       |
| Џејми Ли Кертис       | Нора Кренк        |
| Ден Акројд            | Вик Фромајер      |
| Дава Халси            | Аманда Фромајер   |
| Џули Гонзало          | Блер Кренк        |
| М. Емет Волш          | Волт Шил          |
| Елизабет Франц        | Бев Шил           |
| Ерик Пер Саливан      | Спајк Фромајер    |
| Чич Марин             | полицајац Салино  |
| Џејк Бјуси            | полицајац Трин    |
| Остин Пендлтон        | Марти             |
| Том Постон            | отац Забриски     |
| Ким Роудс             | Џули              |
| Верни Вотсон Џонсон   | Докс              |
| Арден Мирин           | Дејзи             |
| Рене Лаван            | Енрике Декарденал |
| Патрик Брин           | Оби               |
| Керолајн Рија         | Кенди             |
| Фелисити Хафман       | Мери              |
| Кевин Чејмберлин      | Дјук Скенлон      |
| Џон Шорт              | Нед Бекер         |
| Дејвид Хорнсби        | Ренди Бекер       |
| Марк Кристофер Лоренс | Вес Трогдон       |
| Рејчел Л. Смит        | Триш Трогдон      |
| Дашл Рид              | Вилбер            |